# Cratere Cossinia
Cossinia è un cratere sulla superficie di 4 Vesta.